# Saint-André-de-Sangonis
Saint-André-de-Sangonis település Franciaországban, Hérault megyében. Lakosainak száma 6364 fő (2022. január 1.). Saint-André-de-Sangonis Brignac, Canet, Ceyras, Gignac, Jonquières, Lagamas, Montpeyroux, Pouzols, Saint-Félix-de-Lodez és Saint-Saturnin-de-Lucian községekkel határos.

## Népesség
A település népessége az elmúlt években az alábbi módon változott:
| Lakosok száma | 2594 | 2675 | 3472 | 4690 | 5618 | 5678 | 5927 | 6198 | 6334 | 6364 |
|               | 1968 | 1982 | 1990 | 2006 | 2013 | 2015 | 2017 | 2019 | 2020 | 2022 |